# Качалин, Гавриил Дмитриевич
Гаврии́л Дми́триевич Кача́лин (4 [17] января 1911 или 17 января 1911, Москва — 23 мая 1995, Москва) — советский футболист, полузащитник, футбольный тренер. Заслуженный мастер спорта СССР (1950). Заслуженный тренер СССР (1956). Отличник физической культуры (1947).
Наиболее успешный тренер в истории сборной СССР, с которой выиграл два международных турнира — чемпионат Европы (1960) и Олимпийские игры (1956).

## Биография

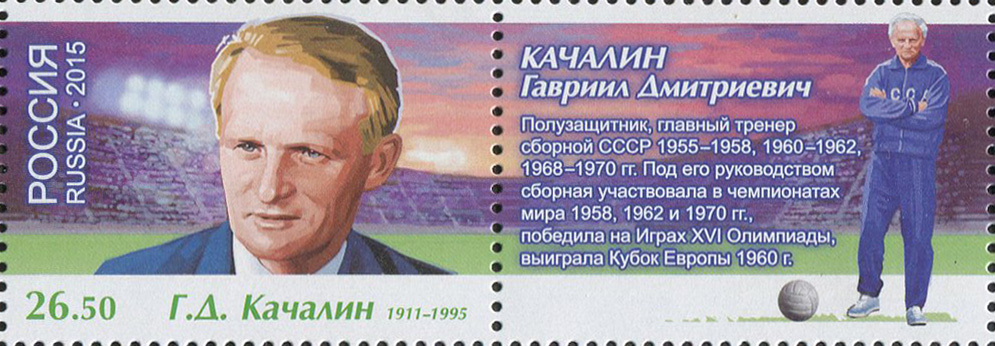
Почтовая марка России, 2015 год

Родился в Москве в семье рабочего и был младшим из четверых детей. К спорту приобщился в спортивном кружке станции Москва-Сортировочная, носившем название «Вольный труд» (его отец работал железнодорожником), и вместе со старшим братом начал играть в футбол. С 1933 по 1935 год Качалин играл за гомельское «Динамо» и сборную Гомеля. В 1936 году Качалин попал в московское «Динамо», где вскоре начал выступать под руководством Бориса Аркадьева, играя на позиции полузащитника. В составе динамовцев стал двукратным чемпионом СССР (в 1937 и 1940 годах) и выиграл Кубок СССР 1937 года.
Ещё будучи игроком, окончил школу тренеров при Центральном государственном институте физической культуры, а после завершения игровой карьеры в 1945 году возглавил команду «Трудовые резервы». 1 июня 1945 года провёл единственный матч чемпионата СССР в качестве главного судьи («Спартак» Москва — «Крылья Советов» Москва 2:1).
В 1949 году принял московский «Локомотив». Под его руководством команда покинула класс «А», но через год вернулась в него. В 1952 году команда, руководимая Качалиным, безуспешно боролась за выживание, когда на смену Качалину в «Локомотив» пришёл попавший в опалу Борис Аркадьев.
В августе 1954 года был вновь создана сборная СССР. Первоначально Качалин был ассистентом Василия Соколова, а уже в 1955 году сам стал старшим тренером сборной. Качалин создавал новую команду, основу которой составляли игроки московского «Спартака». При Качалине в сборной заиграли звёзды советского футбола Лев Яшин, Валентин Иванов, Анатолий Маслёнкин, Анатолий Исаев, Эдуард Стрельцов и многие другие. Кроме того, Качалин установил тесные контакты со всеми ведущими клубами СССР, где играли футболисты сборной. В преддверии Олимпиады 1956 года сборная СССР сыграла ряд товарищеских матчей, в которых добилась удовлетворительных результатов (наиболее успешным был матч против действующего чемпиона мира сборной ФРГ, выигранный со счётом 3:2). Всего за два года команда провела 12 матчей, в девяти из которых одержала победы. На Олимпиаде в Мельбурне советская сборная последовательно обыграла объединённую команду Германии (2:1), сборную Индонезии (пройти которую удалось лишь в результате переигровки, 4:0) и сборную Болгарии (2:1), выйдя в финал турнира. В решающем матче советским футболистам противостояла сборная Югославии, которая была обыграна со счётом 1:0 благодаря голу Анатолия Ильина. Это победа стала первой в истории сборной СССР, а работа Гавриила Качалина получила самую высокую оценку.
Следующим этапом для Качалина в сборной стала её подготовка для участия в первом для неё чемпионате мира в Швеции. После успеха на Олимпиаде тренер не стал менять основу команды, продолжая использовать уже сыгранный состав. В отборочных матчах сборная СССР взяла верх над командой Польши. Однако накануне турнира сборная лишилась трёх ключевых игроков (защитника Михаила Огонькова и нападающих Бориса Татушина и Эдуарда Стрельцова), отчисленных из команды за неблагоприятный поступок, кроме того, не в лучшей форме из-за травмы находился капитан команды Игорь Нетто. Советская сборная в первом матче сыграла вничью с родоначальниками футбола англичанами (2:2), переиграла крепкую австрийскую сборную (2:0), но в заключительном матче уступила будущим чемпионам бразильцам (0:2). Для выхода из группы подопечным Качалина пришлось играть дополнительный матч с англичанами, выигранный с минимальным счётом 1:0 (вновь победный гол забил Ильин). В четвертьфинале соперником сборной СССР стала хозяйка турнира Швеция, несмотря на все усилия советские футболисты уступили 0:2 и завершили выступление на турнире. Хоть подопечным Качалина и не удалось завоевать медалей их выступление было оценено как достойное. Однако меньше чем через месяц после окончания турнира Качалин был снят с поста старшего тренера сборной, после разгрома от сборной Англии (0:5) в товарищеском матче.
Но накануне первого Кубка Европы (в дальнейшем преобразованного в чемпионат Европы) в 1960 году Качалин вновь стал старшим тренером сборной СССР, которая в полуфинале крупно обыграла сборную Чехословакии (3:0), а в финале вновь сошлась с югославской сборной. Команда СССР благодаря решающему голу Виктора Понедельника одержала победу и выиграла второй крупный турнир в своей истории. В 1962 году Качалин повёз советскую сборную на свой второй чемпионат мира. Советские футболисты достаточно уверенно заняли первое место в группе, но в четвертьфинале вновь, как и четыре года назад уступили хозяевам турнира (на этот раз это была сборная Чили). После этого Качалин вновь был снят со своего поста и сосредоточился на клубной работе.
В 1963 году Качалин без особого успеха тренировал «Пахтакор», а в 1964 году возглавил тбилисское «Динамо». С первых же матчей команда сумела вклиниться в борьбу за чемпионство, одержав на старте чемпионата ряд ярких побед. По итогам чемпионата динамовцы набрали равное количество очков с главным своим конкурентом столичным «Торпедо». В итоге между ними было решено провести дополнительный, «золотой» матч. Победу в нём со счётом 4:1 одержали подопечные Качалина, выиграв свои первые золотые медали. Однако следующий сезон складывался для «Динамо» не столь удачно, и Качалин покинул пост.
Затем Качалин без особого успеха тренировал молодёжную и олимпийскую сборные СССР, а в 1968 году в третий раз за карьеру стал старшим тренером главной сборной СССР и отправился с ней на мексиканский чемпионат мира. Однако, как и оба предыдущих раза под его руководством, советская сборная завершила своё выступление на стадии четвертьфинала (уступив на этот раз сборной Уругвая). Такой результат был признан неприемлемым, и Качалин вновь был снят со своего поста. Всего на посту тренера сборной СССР Гавриил Качалин провёл 74 матча, в которых одержал 47 побед, что является лучшим показателем для советских тренеров.
После ухода из сборной Качалин вернулся к клубной работе, вновь приняв тбилисское «Динамо». На этот раз тренер дважды приводил команду к бронзовым медалям чемпионата, а в 1973 году он возглавил родное для себя московское «Динамо». Качалин сумел значительно омолодить состав команды и поставить хорошую игру, однако для борьбы за чемпионство этого оказалось недостаточно и динамовцы завоевали лишь бронзовые медали. В следующем сезоне «Динамо» вовсе оказалось на шестом месте. Это, а также гибель молодого футболиста Анатолия Кожемякина (при попытке самостоятельно покинуть неисправный лифт) подтолкнуло тренера завершить карьеру на высоком уровне. Последним клубом в тренерской карьере Качалина стал «Пахтакор».
После окончания тренерской карьеры работал завучем в ДЮСШ «Динамо». Среди его воспитанников Сергей Овчинников, Андрей Кобелев, Владимир Бесчастных, Василий Кульков, Андрей Чернышов и многие другие.
С 1984 по 1990 год Качалин был президентом детско-юношеского турнира «Кожаный мяч».
Помимо тренерской работы был членом технического комитета ФИФА, автором многих публикаций по теории и практике футбола, методических пособий. Помимо футбола увлекался поэзией, литературой, музыкой.
Скончался 23 мая 1995 года в Москве. Похоронен на Востряковском кладбище (уч. 80).

## Достижения

### В качестве игрока
- Чемпион СССР (2): 1936 (весна), 1937
- Обладатель Кубка СССР: 1937

### В качестве тренера
- Чемпион СССР: 1964
- Обладатель Кубка Европы 1960 года
- Олимпийский чемпион: 1956
- Победитель Спартакиады народов СССР: 1956

## Награды
- орден Трудового Красного Знамени (27.04.1957) — «за успехи, достигнутые в деле развития массового физкультурного движения в стране, повышения мастерства советских спортсменов, и успешное выступление на международных соревнованиях»

## Память

Мемориальная доска Качалину Г. Д. (1911—1995), Фрунзенская набережная, 50, ск. Филипп Рукавишников, открыта 24 мая 2012

24 мая 2012 года на фасаде дома 50 по Фрунзенской набережной в Москве, где Гавриил Качалин проживал с 1957 по 1995 год, была установлена мемориальная доска.

## Киновоплощения
- Камиль Тукаев — «Фурцева», 2011 год.
- Виктор Рыбчинский — «В созвездии Стрельца», 2018 год.
- Михаил Елисеев — «Лев Яшин. Вратарь моей мечты», 2019 год.
- Владимир Большов — «Стрельцов», 2020 год.